# Marilou
Pour les articles homonymes, voir Marilou (homonymie).
 (mai 2017).
Si vous disposez d'ouvrages ou d'articles de référence ou si vous connaissez des sites web de qualité traitant du thème abordé ici, merci de compléter l'article en donnant les références utiles à sa vérifiabilité et en les liant à la section « Notes et références ».
Marilou est une entrepreneure, chanteuse et auteure-compositrice-interprète québécoise, née le 20 septembre 1990 à Longueuil.

## Biographie

### Débuts
Dès l'âge de 8 ans, Marilou Bourdon s'approche de la scène par l'intermédiaire de cours de chant, de danse et de théâtre qui culminaient lors d'un spectacle annuel devant quelques centaines de spectateurs. C’est à l'un de ces spectacles qu'elle est remarquée par Clodine Desrochers (Les Saisons de Clodine) qui lui permet de faire ses premiers pas dans le monde du spectacle.
En 2001, âgée de onze ans, elle se fait remarquer en participant à l'émission de télévision Stars à domicile où elle devait chanter avec la chanteuse Natasha St-Pier. Elle apparaît de nouveau au petit écran dans La Fureur de Céline, une émission en l'honneur de Céline Dion, au printemps 2002 où elle ouvre le spectacle en chantant Ce n'était qu'un rêve, la première chanson de Céline Dion.
Pour l'été 2002, elle enregistre Je serai là pour toi, en duo avec le baryton Gino Quilico qui est une reprise en français de la chanson There For Me chantée dans la version originale par le duo italien La Bionda (mieux connu pour la reprise par Sarah Brightman en duo avec José Cura) qui reçoit un très bon accueil au Québec et se retrouve sur l'album de Noël de Gino Quilico. Marilou apparait alors plusieurs fois à la télévision pour interpréter la chanson. Conquis, le mari de Céline Dion, le producteur René Angélil, qui l'avait déjà remarquée à La Fureur, lui fait signer un contrat. Désormais, la chanteuse est liée aux maisons Sony Canada et Sony France, ce qui va lui permettre de se faire connaître outre-Atlantique.
À l'automne 2004 alors âgée de tout juste 14 ans, Marilou fait la première partie des concerts de la tournée Reviens de Garou, un autre québécois aussi sous l'aile d'Angélil, ce qui lui permet de se faire remarquer en Europe.
Elle est mère de deux filles : 
Jeanne, née en décembre 2015 de son union avec Alexandre Champagne, et Rose, née en août 2018.

### Premières productions
En 2005, La Fille qui chante, son premier album sort au Québec puis quelques mois plus tard en Europe. Les chansons sont notamment écrites par Jacques Veneruso (qui a entre autres écrit pour Céline Dion, Garou, Johnny Hallyday… ) et comprennent un duo avec Garou, Tu es comme ça dont le single se vend à 130 000 exemplaires.
Elle fait un passage remarqué à Star Academy 2005 Prime 6 (Saison 5 de Star Academy) avec Garou sur son titre Tu es comme ça, émission où participaient aussi d'autres canadiennes telles : Céline Dion, Jasmine Roy et une des participantes de l'émission, Elyanne Breton en provenance de Saint-Lin-Laurentides qui se rendra jusqu'en demi-finale des filles pour être éliminée au profit de Magalie.
Après la tournée de promotion et les spectacles, Marilou est engagée par Luc Plamondon pour tenir le rôle de Fleur-de-Lys dans la comédie musicale Notre-Dame-de-Paris en novembre et décembre 2005 au Palais des congrès de Paris. Elle partage alors l'affiche avec notamment Mélanie Renaud et Robert Marien. En 2006, elle commence sa tournée au Québec, tout en poursuivant ses études secondaires.
En 2007 sort son nouvel album, simplement intitulé Marilou le 8 mai au Québec et le 25 juin en Europe dont le titre phare, Danser sur la lune, écrit par Emmanuel Cottalorda , est en duo avec Merwan Rim pour l'Europe, et en solo pour le Québec a été l'un des morceaux les plus diffusés à la radio au Québec. L'album comprend également une chanson composée par Luc Plamondon.
En novembre 2022, Marilou révèle qu'a la suite d'une période difficile, un album verra le jour en 2023.

### Autres
- Elle possède une chaîne YouTube où elle chante ses compositions ou celles d'autres auteurs pour ses fans.
- En 2012, Marilou prête sa voix à Mérida et à la soliste, en version québécoise, dans le film de Disney Rebelle.
- En 2014, elle a lancé avec Alexandre Champagne le blog culinaire Trois fois par jour[4] et une série de livres de recettes.
- En automne 2014, elle se marie avec Alexandre Champagne[5].
- En août 2017, Marilou annonce sur les réseaux sociaux qu'elle et Alexandre Champagne divorcent[6].
- Le 6 septembre 2021, Marilou et Zeste lancent une nouvelle émission de cuisine, Trois fois par jour et vous[7].
- En 2024, elle est nommée dans la catégorie Album de l’année – Adulte contemporain au Gala de l’ADISQ pour Traits d’union[8].

## Discographie

### Albums studio
- 2005 : La Fille qui chante
- 2007 : Marilou
- 2012 : 60 Thoughts a Minute
- 2013 : Au Milieu de mon écart
- 2023 : Traits d'union

### Singles
- 2002 : Je serai là pour toi (en duo avec Gino Quilico)
- 2005 : Tu es comme ça (en duo avec Garou)
- 2005 : Chante
- 2005 : Entre Les 2 Yeux (seulement sorti au Québec)
- 2007 : Danser sur la lune (en duo avec Merwan Rim)
- 2007 : Emmène-moi
- 2008 : Tactile (seulement sorti au Québec)
- 2013 : Bruises (en duo avec Train)
- 2013 : Tu partages ton corps
- 2020 : Rose pâle
- 2022 : Rosie
- 2022 : La fumée des bougies
- 2023 : Les artifices
- 2023 : Trop grand ici
- 2023 : Ta lettre

## Filmographie
- 2008 : Chante ! : Chloé
- 2011 : Funkytown de Daniel Roby : Karen, chanteuse de I Love to Love[9]
- 2012 : Rebelle : Mérida et soliste